# Polverara (Riccò del Golfo di Spezia)
Polverara (Proveàa in ligure) è una frazione di 293 abitanti nel comune di Riccò del Golfo di Spezia, nella bassa Val di Vara, in provincia della Spezia.
È la seconda frazione più popolosa dopo San Benedetto.
Vi è residente lo scrittore ligure Alberto Cavanna.

## Geografia fisica
Il paese è situato sul monte San Bernardo a 420 m s.l.m. in posizione panoramica sul golfo della Spezia ed è costituito principalmente da tre agglomerati edilizi i cui nomi derivano da caratteristiche fisico-geografiche o storiche: il più antico chiamato La Torre quasi sicuramente dal fatto che nei pressi vi sia il rudere del castello, fu nel Medioevo un centro fortificato e conserva ancora l'aspetto antico, sebbene alcuni archi e passaggi voltati siano andati distrutti durante i bombardamenti del 1945. Più in basso, nei pressi della parrocchiale si trova il borgo detto Olivo e infine La Valle, parte pianeggiante del monte, di più recente sviluppo. Fanno parte del paese anche le piccole località Rì e Cassola, mentre Val Graveglia, un tempo dipendente, è ormai frazione autonoma.
Polverara dista 2,62 km dal capoluogo comunale, 13,3 km dal capoluogo provinciale.

## Storia

### Età Medievale
La maggior parte delle notizie riguardanti Polverara derivano dal Codice Pelavicino, nel quale è citata una decina di volte, e da vari atti e documenti conservati nell'Archivio di Stato di Genova. Durante il X e l'XI secolo il borgo era possesso degli Estensi, i quali edificarono probabilmente anche il castello, vendendolo poi alla facoltosa famiglia Malaspina. Un documento datato al 12 maggio 1202 riporta i possedimenti ceduti dai marchesi Alberto, Guglielmo e Corrado Malaspina al Vescovo di Luni Gualtiero a seguito della pace stipulata:" (...), comprehendo totam curiam et districtum Carpene, Vezzani, Foli, Valerani, Bevelini, Vesigne et Pulverarie;". Nel 1223 Polverara entrò a far parte della Compagna Ienuensis assieme a Beverino. All'interno del Codice Pelavicino è citato un paio di volte tale Vivaldo de Polverara quondam Pugneti, vassallo del Vescovo di Luni Guglielmo nel 1235.
Nella seconda metà del XIII secolo il conte Nicolò Fieschi cercava di stabilire il proprio dominio sul Levante ligure ed in particolar modo sulla zona dell'odierna provincia della Spezia; ci riuscì e la maggior parte dei borghi e dei villaggi passarono sotto il suo dominio, fra cui Polverara, che divenne possesso del Conte nel 1253. In occasione della guerra tra Carlo I d'Angiò, chiamato in Italia dal Papa, e la Repubblica di Genova molti borghi dovettero decidere per chi parteggiare: Polverara fu uno dei pochi che restò fedele al Conte e il locale castello, il borgo e il territorio ospitarono l'esercito dell'Angiò, che poté contare anche sull'appoggio della popolazione locale, stanca della dominazione genovese. Nel 1273 Genova inviò una spedizione punitiva alla Spezia capitanata da Oberto Doria, con l'ordine di riappropriarsi della provincia. Nel febbraio dello stesso anno i genovesi occuparono Polverara e in giugno fu emanato un ordine di distruzione del locale castello: l'ordine non venne eseguito perché lo stesso Nicolò Fieschi dovette cederlo poco dopo alla Repubblica. Nel 1299 il borgo ritornò dominio degli Este sotto il marchese Azzo VIII.
Quando, nel 1343, il doge Simon Boccanegra elevò anche Spezia al rango di Podesteria staccata da Carpena, Polverare rimase fedele alla vecchia istituzione assieme a Codeglia, Quaratica, Debbio, Pozzo, Pegazzano, Fabiano, Biassa, Campiglia, Riomaggiore, Manarola, Carnea e Castiglione; passò poi sotto quella di Spezia quando nel 1371 avvenne la fusione delle due podesterie da parte del doge Domenico Fregoso.

### Età Moderna
Il dominio napoleonico sull'Italia all'inizio del XIX secolo modificò radicalmente l'aspetto giuridico della zona: con decreto del 1º agosto 1797 l'intera provincia spezzina venne denominata "Distretto del Golfo di Venere" fino al 28 aprile 1798, quando i Distretti vennero cambiati in Giurisdizioni; la provincia spezzina ottenne così il nome di "Giurisdizione del Golfo di Venere", comprendente otto cantoni; Polverara venne inserita nel 5°, con capoluogo Beverino, assieme a Corvara e Padivarma.
Nel 1804 il paese (che contava allora 190 abitanti) venne aggregato al comune di Bastremoli fino al 1806, quando venne aggregato a Follo ed entrando con esso a far parte del Regno di Sardegna dal 7 gennaio 1815. Passato un secolo, nel 1929, Polverara venne unita al comune di Riccò del Golfo di Spezia con Regio decreto.

## Monumenti e luoghi d'interesse

### Architetture religiose
- Chiesa parrocchiale di San Nicolò di Bari, risalente al XIII secolo ma ampliata e restaurata nel 1641[13], è ad una navata, con il campanile decorato in stile pseudo-barocco;
- Oratorio di San Rocco, situato nei pressi della parrocchiale e affiancato dal cimitero, viene citato già nel 1584 come Casatia dei disciplinati di San Rocco e la sua costruzione coincide probabilmente con il verificarsi di epidemie di peste nella zona attorno al XVI e XVII secolo (san Rocco è infatti il santo protettore dalla malattia);
- Cappella di Nostra Signora della Neve, situata nella località detta Torre ed appartenente sin dal 1700 alla nobile famiglia spezzina dei Rapallini-Oldoini e poi ai baroni d'Isengard; passò poi alla famiglia cadamota Faggioni con atto notarile del 3 ottobre 1854;
- Chiesa sul monte santa Croce, edificata forse agli inizi del XIII secolo, aveva tre accessi corrispondenti ai sentieri che permettevano alle comunità che l'avevano costruita (Polverara, Sorbolo e Carnea) di raggiungerla. In pessime condizioni all'inizio del XX secolo, venne definitivamente abbattuta dai tedeschi intorno al 1944 per costruirvi una batteria. Oggi, sul luogo, si trova un altare consacrato, costruito con le stesse pietre dell'edificio.[14]

### Architetture militari
- Castello di Polverara, edificato probabilmente nell'XI secolo dagli Estensi[8] e citato durante la guerra tra Carlo I d'Angiò e la Repubblica di Genova, alla quale sarà venduto nel 1276 dallo sconfitto Niccolò Fieschi; da questo momento se ne perdono le tracce, a causa di una probabile demolizione operata dai genovesi. Oggi i suoi resti, situati nei pressi della località Torre, sono del tutto invisibili, perché ricoperti dalla rigogliosa vegetazione;
- Sito sul monte Santa Croce dove il 24 novembre 1943 un aereo della RAF si schiantò, causando la morte dei cinque aviatori a bordo.

### Architetture civili
- I lavatoi del paese, nelle località Olivo e Torre; il lavatoio - fontana sito in località Olivo venne edificato, come indica una lapide posta sopra i rubinetti, nel 1784 e servì il paese fino ai primi anni '70; andò poi in uno stato di abbandono e degrado che lo portò ad essere dimenticato dalla comunità fino a maggio 2020, quando venne ripulito dai ragazzi del paese;
- Ruderi del Palazzo, in località Torre.

## Cultura

### Eventi
- Festa campestre, durante l'ultimo weekend di agosto. Per l'occasione si svolgono balli e canti e si possono assaggiare tipiche pietanze liguri;
- Processione lungo il monte Santa Croce, in maggio, per rievocare la storica processione che avveniva in maggio e in settembre da parte delle tre comunità già citate che costruirono l'antica chiesa non più esistente; lungo il percorso viene fatta una sosta accompagnata da una preghiera davanti alla radura dell'incidente aereo del 1943;
- Festa patronale di San Nicola di Bari il 6 dicembre, durante la quale avviene un pranzo comunitario;
- Festa dell'Assunzione di Maria il 15 agosto, viene celebrata il 5 agosto nella cappella omonima sita nella località Torre; alla fine della cerimonia una processione accompagna la statua della Vergine lungo il paese fino alla parrocchiale.